# لوران سان جيرار
لوران سان جيرار ،من مواليد ، هو ممثل فرنسي .